# Dimitri T. Analis
Dimitri T. Analis (griechisch Δημήτρης Τ. Άναλις; * 4. Dezember 1938 in Athen; † 9. Februar 2012 in Piräus) war ein griechischer Schriftsteller und Diplomat, der hauptsächlich als Lyriker bekannt wurde. Er schrieb einen Großteil seines Werkes in Französischer Sprache. Er war auch Essayist, Sachbuchautor, Übersetzer und Dramatiker.

## Leben
Analis studierte in Paris, Lausanne und Genf Politik- und Wirtschaftswissenschaften. An einem Sprachinstitut hatte er fließend Französisch gelernt. Während seiner Studienzeit kam er mit der Pariser Avantgarde in Kontakt und lernte so Jean Cocteau, Tristan Tzara, Man Ray, Salvador Dalí und Ezra Pound kennen. Diese Begegnungen prägten seinen Weg zum Künstler. Er arbeitete nach seinem Studium im diplomatischen Dienst und war in der griechischen Botschaft in Paris als Beauftragter für Minderheiten und Nord/Südbeziehungen tätig. Zwischen 1986 und 1989 war er für das griechische Außenministerium als Berater tätig. Ende der 1990er Jahre kehrte er in seine Heimat nach Griechenland zurück.
Die französischen Schriftsteller Yves Bonnefoy und Julien Gracq wurden von ihm ins Neugriechische übersetzt. Peter Handke, mit dem ihn eine Freundschaft verband, übersetzte auch Werke von Analis ins Deutsche.
Mit dem syrischen Dichter Adonis stand er in Briefkontakt, diese Korrespondenz wurde später zu einem eigenständigen Buch. Nach seinem Tode wurde er auf dem Friedhof Kallithea in Athen beigesetzt.

## Werke (Auswahl)
In französischer Sprache
- La crise Yougoslavie, 1993, Sachbuch.
- Sana'a Aden, Les Cahiers de l'égaré, Le Revest-les-Eaux, 1995
- Milos Sobaic, 2002, Monographie.
- L’autre Royaume, 2003, Erzählungen.
- Fassionas, 2003, Monographie.
- Eloge de la proie, 2005, Essays.
- Jours de Juillet, 2009, Theaterstück.

In deutscher Übersetzung
- Griechische Inseln, 1994, Reisebuch.
- Land für sich, 1999, Lyrik.
- Unter dem Licht der Zeit, Korrespondenz mit Adonis, 2001.
- Präludium zu einer neuen Kälte der Welt, Lyrik, 2012.

## Auszeichnungen (Auswahl)
- Grand Prix de la Francophonie der Académie Française, 2008.